# Guido Jäger

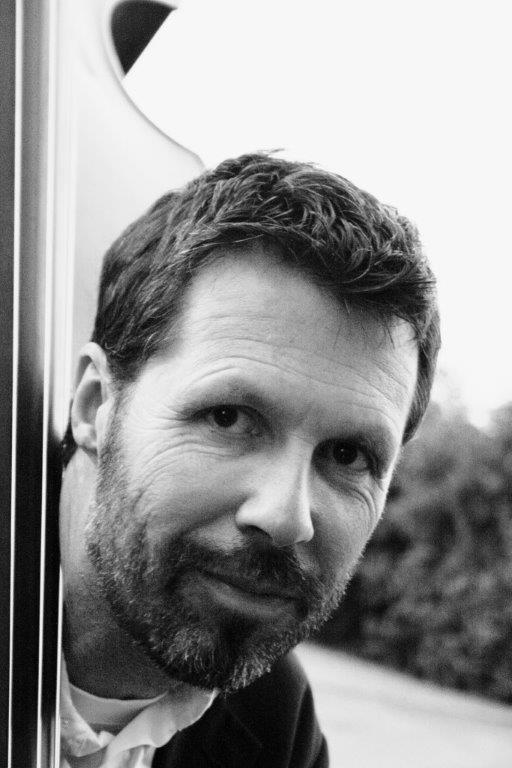
Guido Jäger (2011)

Guido Jäger (* 7. Oktober 1961 in Osnabrück) ist ein deutscher Kontrabassist und Komponist.

## Leben
Guido Jäger studierte klassischen Kontrabass an der Musikhochschule Lübeck bei Willi Beyer sowie auf Meisterkursen bei Wolfgang Güttler, Ludwig Streicher und Ovidiu Bădilă. 1992 tourte er mit der Philharmonie der Nationen durch Israel und Spanien, bevor Tom Waits ihn für das Stück "Alice" (Regie Robert Wilson) ans Hamburger Thalia Theater engagierte. Gastspiele führten ihn mit dieser Produktion nach New York, Sizilien und Lissabon. Von 1995 bis 2020 spielte er mit dem Klarinettisten Giora Feidman, von 1999 bis 2020 als fester Bestandteil des Giora Feidman Trio (ab 2010 mit Feidman und dem Akkordeonisten Enrique Ugarte). Seitdem folgten gemeinsame Konzerte in Europa, Israel und Japan (hier zusammen mit dem Bandoneonisten Raúl Jaurena), darüber hinaus erfolgten Fernsehauftritte und CD-Produktionen.
Außerdem spielte Guido Jäger mit Richard Galliano, Maxim Vengerov, Efim Jourist, Wolf Kerschek, Avi Avital, Frank London  und begleitete die Schauspieler Iris Berben, Ulrich Tukur, Burghart Klaußner, Dominique Horwitz, Ben Becker, Jens Wawrczeck und Kai Helm in verschiedenen Produktionen.
Jäger ist Mitglied im Kibardin Quartett, Klezmerata Hamburg und  Bun-Jon & The Big Jive.
Nach der Veröffentlichung seiner Kompositionen auf CDs erschien 2013 Jägers Notenbuch "A song to take home" im Pianissimo-Verlag.

## Diskografie (Auswahl)
- The Soul Chai (Giora Feidman) pläne 1995
- Happy Feet, Blue Noise 1996
- Schubert und Jiddische Lieder (Giora Feidman) pläne 1997
- Raimondos (Pop 'n Soulmusic) 1997
- L'Homme Est Une Femme (Giora Feidman) pläne 1998
- Happy Feet 2000, Blue Noise 2000
- Efim Jourist & Ensemble (Crossover) 2001
- Nostalgica (Cuatro por Tango) 2002
- Luz De Luna (Soledad Berrios) pelegrina music 2005
- Klezmundo (Giora Feidman Trio) pläne 2006
- The Spirit Of Klezmer (Giora Feidman Trio) pläne 2008
- The Ten Islands (Roß & Popp) 2008
- Scharf (Nathalie & Natalie) 2009
- Parole Musique (Nathalie & Natalie) 2011
- Liten Pärla (Henrik Huldén) Finnland 2011
- Zweistimmig (Giora Feidman & Ben Becker) random house 2013
- Am Samowar (Kibardin Quartett) Querstand 2013
- Giora Feidman Jazz Experience, Pianissmo 2014
- Burnt Toast & Black Coffee (Bun Jon & The Big Jive) 2017
- Es Gefallt Mer Nummen Eini (Florian Seiberlich) emano music 2019
- Celluloid (Jens Wawrczeck) 2020
- live (Klezmerata Hamburg) DaCasa Records 2020

## Veröffentlichte Kompositionen auf folgenden CDs
- Journey (Giora Feidman) pläne 1999
- To Giora Feidman, pläne 2000
- Sedum (David Orlowsky’s Klezmorim) Way Out Records 2001
- Pantha Rei (David Orlowsky’s Klezmorim) Way Out Rec. 2004
- Klezmundo (Giora Feidman Trio) pläne 2006
- The Spirit of Klezmer (Giora Feidman Trio) pläne 2008
- Scharf (Nathalie & Natalie) 2009
- Parole Musique (Nathalie & Natalie) 2011
- Very Klezmer (Giora Feidman & Gitanes Blondes) 2011
- Zweistimmig (Giora Feidman & Ben Becker) random house 2013
- Giora Feidman Jazz Experience, Pianissmo 2014
- Klezmer Bridges (Giora Feidman & Rastrelli Quartett) 2015
- Burnt Toast & Black Coffee (Bun Jon & The Big Jive) 2017
- Premiere (Jerusalem Duo) Pianissimo 2017
- live (Klezmerata Hamburg) DaCasa Records 2020